# 布卢姆综合征
布盧姆綜合症（英語：Bloom syndrome，文獻中通常縮寫爲BS），又名布盧姆—托雷—Machacek综合征（Bloom-Torre-Machacek syndrome），係一種罕見的單基因常染色體隱性遺傳病。症狀爲身材矮小、易罹患癌症、基因組不穩定。布盧姆綜合症由BLM基因突變導致。BLM基因編碼一個RecQ家族的解旋酶。布魯姆综合征的患者的基因組尤其不穩定，同源染色體間過度交叉，姊妹染色分體交換（SCE）也處於過度狀態。布盧姆綜合症由紐約的皮膚病醫生大衛·布盧姆在1954年最早發現。

## 遺傳學
布盧姆綜合症係一種常染色體隱性遺傳病，如果來自母親的和來自父親的BLM基因都發生了相關突變，即會發病。和其他的常染色體隱性遺傳病一樣，一個布盧姆綜合症的患者的父母不一定是布盧姆綜合症的患者。布盧姆綜合症相關的BLM基因突變爲無效錯義突變，使得相關的酶失去了催化活性。布魯姆综合征患者的細胞的基因組相當不穩定，重組和突變發生頻率都處於過量狀態。人類兩個BLM基因都爲隱性的細胞（BLM–/–）對紫外線和甲基磺酸都格外敏感，說明這種細胞缺乏修復能力。在染色體水平上，布盧姆綜合症患者的姊妹染色分體交換頻率約爲正常的四射體的10倍——這是同源染色體交叉互換頻率提高的細胞學表現。另外，患者的染色體還會出現染色單體斷裂、端粒粘黏、染色體破碎等表現。染色體的過度重組可由分子探針查出。BLM基因編碼一個RecQ家族的蛋白。BLM蛋白在核質中的擴散係數爲1.34 {\displaystyle {\tfrac {\mathrm {\mu m} ^{2}}{\mathrm {s} }}}，在核仁中爲0.13{\displaystyle \textstyle {\tfrac {\mathrm {\mu m} ^{2}}{\mathrm {s} }}}。DNA解旋酶的功能是暫時打開DNA分子的雙鏈。DNA解旋酶在DNA複製和DNA修復中扮演重要角色。BLM蛋白很有可能在DNA複製中起作用，因爲布盧姆綜合症患者在DNA複製中常常出錯，且對阻礙DNA複製的藥劑敏感。

## 發病率
布盧姆綜合症在大部分地區的屬於相當罕見的疾病，在大部分地區的發病率都未估計。不過，此病在中歐和東歐的（德系）猶太裔人群中發病率相對較高。一篇發表於1998年的論文表明，每107個中東歐德系猶太裔中就有1人是布盧姆綜合症的攜帶者，相關致病基因的基因頻率達0.0047，大約每46000人中就會有1名布盧姆患者。中東歐德系猶太裔布盧姆綜合症患者數大約佔到了全世界患者的1/3。

## 症狀
布盧姆綜合症的顯著特典是基因組不穩定。患者身材矮小，在小時候臉上就會長皮疹（暴露在太陽下的話）。皮疹呈紅斑形，爲毛細血管擴張性的，有浸透性，鱗片狀。在鼻子上、臉頰上，嘴脣附近都會長。其他暴露在陽光下的區域也會長皮疹，包括手背和脖子。患者的特種還有：聲調高亢；臉部特徵明顯，包括：臉長而窄、小頜畸形、耳鼻突出；皮膚色素沉着改變，患者部分區域色素沉着不足，而部分區域色素沉着又過多；咖啡牛奶斑；毛細血管擴張，可見於眼部和皮膚；免疫力低下（一些免疫球蛋白的缺陷已被確認和布盧姆綜合症有關），導致反覆性的肺炎和耳部感染。大部分布盧姆綜合症患者出生時體重偏低。患者會發生性腺功能減退，男性患者無法產生足夠的精子，無生育能力。女性很早就會絕經，生育力低下。然而，仍有少數幾名女性布盧姆綜合症患者生有子女。最糟糕的是，布盧姆綜合症患者易患癌症。其他症狀包括慢性阻塞性肺病、糖尿病、學習障礙。目前，無證據表明布盧姆綜合症患者中的智力低下人士的比率比正常人高。布盧姆綜合症患者的壽命預期比正常人短得多，目前，布盧姆綜合症患者的平均壽命爲27歲。布盧姆綜合症的部分特徵與范可尼貧血相似，可能是因爲相關的蛋白質功能有重合之處。

## 病理生理學
當一個細胞準備分裂爲兩個細胞，首先，需要做一份染色體的拷貝，以讓兩個子代細胞都有一份染色體。其中，DNA的拷貝過程稱爲DNA複製。DNA複製中產生的錯誤可能會導致基因突變。BLM蛋白對維持DNA於複製過程中的穩定性有着重要的作用。BLM蛋白數目不足或蛋白功能缺失會導致突變率的提高。然而，BLM在維持染色體穩定性的機理還未完全闡明，是相關研究領域的熱點。
布盧姆綜合症的患者的同源染色體交叉互換和姊妹染色分體交換的頻率比正常人高得多。染色體發生破碎和重排的機率也比正常人高。BLM和相關現象的分子機理尚在研究中。布盧姆綜合症患者的細胞中各種分子的缺陷、布盧姆綜合症的各種臨床症狀與體細胞中積累的染色體突變之間的關係也是一個研究的熱點。

## 診斷
可通過三種手段診斷布盧姆綜合症：培養的血淋巴細胞的四射體、對任意細胞的姊妹染色分體交換水平的計算、BLM基因的突變。美國食品藥品監督管理局（FDA）於2015年2月19日宣佈批准了一項23andMe公司的直接面向消費者的基因檢測項目的市場化。此項測試旨在確認一個健康人是否有攜帶可能導致後代患上布盧姆綜合症的基因。

## 布盧姆綜合症患者登記
布盧姆綜合症患者登記（The Bloom's Syndrome）登記了265名布盧姆綜合症患者的情況（2009年）。該項目始於1954年。該項目旨在作爲對患者患癌症情況的監視系統，已有122名相關患者確診癌症。同時，該項目還會展示相關領域的最新成果。